# Љиљана Пешикан Љуштановић
Љиљана Пешикан Љуштановић (Фекетић, 22. новембар 1954) је српска универзитетска професорка, теоретичарка и историчарка српске и других јужнословенских књижевности. Редовна је професорка у пензији Филозофског факултета Универзитета у Новом Саду, на Одсеку за српску књижевност и језик. Поред монографија и приређених књига, објавила је и преко 200 радова у стручној и научној периодици, већином из области изучавања балканског и јужнословенског књижевног фолклора и интердисциплинарних студија о рефлексима традиционалне усмене књижевности и митско-обредне праксе балканских народа у српској и југословенској драматургији и позоришту. Ауторка је и многих радова о савременом урбаном фолклору и књижевности за децу.

## Биографија
Рођена је 1954. године у Фекетићу, од мајке Станке Пешикан (рођена Челебић) и оца Жарка Пешикана. Завршила је Филолошки факултет у Београду, Групу за југословенске књижевности са општом књижевношћу, 1979. године. Ту је магистрирала децембра 1982. са тезом Рад Тома Маретића на изучавању народне књижевности. Докторску тезу Змај Деспот Вук-мит, историја, песма је одбранила 11. септембра 2000. на истом факултету.
Од 1994. ради на Филозофском факултету у Новом Саду. Године 2005. је изабрана у ванредног професора, а 2010. постаје редовни професор на предмету народна књижевност.
Била је чланица уредништва Зборника Матице српске за славистику и чланица жирија за доделу Бранкове награде. Чланица је Управног одбора Матице српске, секретарка Лексикографског одељења Матице српске и главна уредница Лексикона писаца српске књижевности. Радила је као уредница у едицијама Стеријиног позорја Драматуршки списи, Савремена југословенска драма, Theatrologia Yugoslavica Позоришне монографије и чланица уредништва часописа за позоришну уметност Сцена (1983–1994).

### Монографије и приређене књиге
- Послови и дани српске песничке традиције, Светови, Нови Сад. (са проф. др Зојом Карановић). 1994.  978-86-7047-217-4.
- Змај Деспот Вук – мит, историја, песма, Матица српска, Нови Сад 2002.
- Станаја Село Запали. Огледи о усменој књижевности, ДОО Дневник – Новине и часописи.
- Борисав Станковић, Изабрана дела, приредила Љиљана Пешикан-Љуштановић, Издавачка књижарница Зорана Стојановића, Сремски Карловци – Нови Сад. 2008.  978-86-7543-160-2.
- Усмено у писаном, Београдска књига.
- Кад је била кнежева вечера?, Позоришни музеј Војводине, Нови Сад, 2009. 2009.  978-86-85123-37-5.
- Лирске народне песме. Приредила Љиљана Пешикан Љуштановић. Антологијска едиција Десет векова српске књижевности. Књ. 7. Нови Сад: Издавачки центар Матице српске. 2012.  978-86-87079-51-9.
- Госпођи Алисиној десној нози. Нови Сад: Змајеве дечје игре. 2012.  978-86-81501-64-1.
- Пишем ти причу. Нови Сад: Академска књига. 2020.

### Радови у часописима и поглавља у књигама
- "Пјесме бачванске нашега времна" у контексту прве Вукове књиге песама, Зборник МС за књижевност и језик, св. 36/1, 1988, 71–81.
- Чудесно излечење као тема урбаног предања, Фолклор у Војводини, Нови Сад, 6/1992, 94–102.
- Функција и значење усмених лирских песама у "Коштани" Борисава Станковића, Научни састанак слависта у Вукове дане, 25/1, Београд 1996, 223–230.
- Песма о девојци која је запалила село у светлу веровања о змају кишодавцу, Мит, Филозофски факултет, Нови Сад 1996, 699–706.
- Пошљедње вријеме у Библији и песмама из Вукових збирки, Научни састанак слависта у Вукове дане, 26/1, Београд 1997, 185–192.
- Причања о животу и предање о чудесном излечењу у "Чуду у Шаргану" Љубомира Симовића, Књижевна историја, год XXXI , 1999, бр. 107–108, 45–53.
- Змај и свадба у усменом песништву Јужних Словена, Зборник Матице српске за славистику, Нови Сад 2002/62, 7–24.
- Песме за децу у "Народним мелодијама из Санџака" Миодрага А. Васиљевића, Зборник радова са скупа Слово са Лима, "Мостови", год. 33, бр.160–170, Међурепубличка заједница Пљевља, 2002, 87–92.
- Усмена и уметничка бајка у виђењу Нова Вуковића, Живот и дјело академика Нова Вуковића, Радови са научног скупа "Живот и дјело академика Нова Вуковића" одржаног у Жабљаку 21. и 22. јула 2003, Огранак Вукове задужбине Жабљак – Шавник – Плужине, Дурмиторски зборник На извору Вукова језика ИВ, Жабљак 2003, 109–118.
- Мара Бранковић у усменопоетској традицији Јужних Словена, Научни састанак слависта у Вукове дане, 11–15. 9. 2002, Београд – Нови Сад, бр. 32/2, Београд 2004, 87–96.
- Употреба сабље димискије – ресемантизација фолклорних форми у раним фарсама Александра Поповића, Научни састанак слависта у Вукове дане, 10–14. 9. 2003, Београд – Нови Сад, бр. 33/2, Београд 2004, 265–275.
- Урбане басме Лед-арта, Лед арт – документи времена 1993–2003, Мултимедијални центар Лед арт – Самиздат Б92, Нови Сад – Београд 2004, 147–149.
- Чаршијска анегдота. Испитивање граница жанра, Зборних радова са скупа Слово са Лима, "Мостови", год. 35, бр. 173–174, Међурепубличка заједница Пљевља, 2004, 50–55.
- Шта каже Живка министарка. Кратке говорне форме у Нушићевој “Госпођи министарки”, заступљеност, функција, значење, Театрон. Часопис за позоришну уметност, год. XXIX, бр. 128, Музеј позоришне уметности Србије, Београд 2004, 15–24.
- Крхке границе реалности, поговор књизи: Урош Петровић, Приче с оне стране, Знак сагите, Библиотека фантастике, Београд 2004, 105–109.
- Казивање и приказивање у "Професионалцу" Душана Ковачевића, Жанрови српске књижевности. Порекло и поетика облика. Зборник, бр. 2, Филозофски факултет – Orpheus, Нови Сад 2005, 403–415.
- Предање у "Горском вијенцу", Зборник Матице српске за књижевност и језик, књ. LI (2003), св. 3, 611–624. (Часопис је објављен 2005)
- "Крмећи кас" Александра Поповића. Фарса као ресемантизација древне приче, Театрон. Часопис за позоришну уметност, бр. 132, јесен 2005, 13–20.
- Слатка мала у транзицијском reality show-у, Театрон. Часопис за позоришну уметност, бр. 132, јесен 2005, 81–88.
- Заточник пете силе. Нова фантастична проза Зорана Живковића, Свеске. Књижевност, уметност, култура, година седамнаеста, бр. 78, октобар 2005, 54–60.
- Поговор, у књизи Авен и јазопас у земљи Ваука, Лагуна, Београд 2005, 299–302.
- Мајчина тужбалица, поговор у књизи: Сафет Сијарић, Жена с тромеђе, Босанска ријеч, Тузла 2006, 39–48.
- Књига и модерни медији у "Књизи" Зорана Живковића, Слово с Лима (28. књижевни сусрети "Слово с Лима", Округли сто "Књига и модерни медији", Пријепоље, 9. октобар 2004). Зборник радова, објављен у: Мостови. Књижевност, умјетност, култура, год. XXXVI, бр. 175–176, Међурепубличка заједница Пљевља, 2005, 55–61.
- Простор у усменој лирици полимља – обликовање и значење, Милешевски записи 6, уредник Славенко Терзић, Музеј у Пријепољу, Пријепоље 2005, 231–246.
- Борисав Станковић између традиције и модерности, Зборник Матице српске за књижевност и језик, књ. LIII/1–3, Нови Сад 2005, 431–463.
- Рефлекси усмене књижевности у савременој српској драми, Зборник. Неговање српског језика и књижевности, Филозофски факултет – Оrpheus, Нови Сад 2006, 89–103.
- Завичај у језику Вида Огњеновић: "Мај нејм из Митар", Жанрови српске књижевности. Зборник, бр. 3, Филозофски факултет – Оrpheus, Нови Сад 2006, 495–506.
- Свете и проклете – жене из породице Бранковић у историји и традицији, Смедеревски зборник, бр.1, Музеј у Смедереву, Смедерево 2006, 43–62.
- Смех у тами – хумор у прози Зорана Живковића, Научни састанак слависта у Вукове дане, 7–10. 9. 2005, бр. 35/2, МСЦ, Београд 2006, 479–488.
- Усмена књижевност и традиционална култура у роману "ПОП ЋИРА И ПОП СПИРА" – заступљеност и комичка функција, Књижевност и језик, год. LIII, бр. 3–4, Београд 2006, 223–232.
- Оповидь и показ у "Професионали" Душана Ковачевича, у: „Укрïнсько-сербський збирник: Украс, История, культура, мистетство, засновник да видавец Деян Айдачич, випуск 1 (1), „Темпора“, Киïв 2006, 217–232.
- Фантастична проза Зорана Живковића – мозаик у простору и времену, Књижевност 2/2007, 100–107.
- Крхки водич кроз таму, поговор у књизи: Урош Петровић, Пети лептир, Лагуна, Београд 2007, 150–120.
- Усмена и ауторска бајка – нацрт за типологију односа, у зборнику: Синхронијско и дијахронијско изучавање врста у српској књижевности, Научни скупови, књ. 1, Филозофски факултет, Нови Сад – Дневник, Нови Сад 2007, 345–357.
- Силазак у Алтамиру? (Древна обредност и елементи ликовности), у књизи: Art klinika – Prva petoletka/ Art Klinika – The First Five-Year Plan, Студентски културни центар, Нови Сад 2007, 64–66.
- Усмена и ауторска бајка у настави, Унапређивање наставе српског језика и књижевности. Зборник радова, Филозофски факултет – Одсек за српски језик и лингвистику, Нови Сад 2007, 36–58.
- Змај и свадба у народном песништву Јужних Словена, Тумачење књижевног дела и методика наставе, први део, Филозофски факултет – Оrpheus, Нови Сад 2008, 41–66.
- Бездомник, Предговор у књизи: Исмет Реброња, Нулла Инсула, Међурепубличка заједница за културно-просвјетну дјелатност, Пљевља 2007, 7–23.
- Фолклорна збирка у делу Павла Ровинског „Црна Гора у прошлости и садашњости“, Славистика, књ. XII (2008), Славистичко друштво Србије, Београд, 155–163.
- Песма о изузетном јунаку и драма о жени с тајном: Бановић Страхиња старца Милије и драма Борислава Михајловића Михиза, Српско усмено стваралаштво. Зборник радова, Институт за књижевност и уметност, Београд 2008, 191–230.
- "Скакавци" и "Барбело" Биљане Србљановић: Антибајке о маћехама и злој деци, Летопис Матице српске, год. 184, новембар 2008, књ. 482, св. 5, 1100–1114.
- "Ружење народа у два дела" Слободана Селенића – промена епске парадигме, Научни састанак слависта у Вукове дане, Књижевност и стварност, св. 37/2, МСЦ, Београд 2008, 403–414.
- "Хомеру уз колено": Војислав М. Ђурић као антологичар српскохрватске усмене епике, Зборник Матице српске за књижевност и језик, књ. LVI/2, Нови Сад 2008, 437–449.
- Вила у супи, у: Милена Марковић, Шума блиста (програм представе), Атеље 212, сезона 08/09, Београд 2008, 9–13.
- Живот песме, поговор у књизи: Јасмина Вукомановић, Алај смо се састали бећари. Збирка бећараца, поскочица и шалајки, Либер, Нови Сад 2008, 287–292.
- Планински споменар, у књизи: Миланко Глушчевић, Обичајем и пјесмом кроз наша села, Дом културе Пријепоље, Пријепоље 2008, 290–295.
- Вукови записи као српска "општепозната прича", Књижевна историја. Часопис за науку о књижевности, год. XL, 2008, бр. 136, 431–453.
- Вилински град у хајдучкој песми – од рефлекса древног мита до алегорије, Синхронијско и дијахронијско изучавање врста у српској књижевности, Филозофски факултет, Нови Сад
- Историја на вилином игралишту, Зборник Матице српске за сценске уметности и музику, 39/ Нови Сад 2008,7–13. (Часопис је изашао у фебруару 2009)
- Приповетке Мирјане Новаковић – између фантастике и социјалног ангажмана, Научни састанак слависта у Вукове дане, 38/2, МСЦ, Београд 2009, 389–398.
- Фантастични свет у стваралаштву Уроша Петровића – између хорора и хумора, у зборнику: Моћ књижевности. In memoriam Ана Радин, уредник Мирјана Детелић, САНУ – Балканолошки институт, Београд 2009, 55–69.
- "Нечиста крв" Борисава Станковића у кључу традиционалне културе, Тумачење књижевног дела и методика наставе. Други део, приредила Оливера Радуловић, Филозофски факултет Нови Сад – Орфеус, Нови Сад 2009, 58–78.
- Песма претихих славуја, у књизи: Надија Реброња, Плес морима, Народна библиотека „Доситеј Обрадовић“, Нови Пазар 2008, 57–61.
- Cultural Contacts as Literary Adventure: Vladimir From The Wondrous Tale Meets The Brothers Grimm, 19th Biennial IRSCL Congress „Children’s Literature and Cultural Diversity in the Past and the Present”, 8–12. avgust 2009. Frankfurt, Nemačka. Rad je u celini izlagan 12. avgusta, a objavljen je u izvodu u publikaciji „Children’s Literature and Cultural Diversity in the Past and the Present”, edited by Sabine Berthold and Hans-Heino Ewers, Institut für Jugendbuchforschung, Goethe-University, Frankfurt am Mein, 2009, 144.
- Утопија или антиутопија. На маргинама 53. Стеријиног позорја, Монс Ауреус. Часопис за књижевност, уметност и друштвена питања, Народна библиотека Смедерево, 21–22/2008, 193–199.
- Томислав Бекић (1935–2008), Зборник Матице српске за књижевност и језик, књ. LVII, св. 2/2009, 485–489.
- Под светлошћу спаљеног месеца. Обликовање простора у поезији Милене Павловић-Барили, Milena Pavlović Barilli, Vero verius. Vreme, život, delo, Hesperia.edu, Београд 2010, 210–243.
- Културна прожимања као књижевна авантура – Владимир из чудне приче среће браћу Грим, Детињство. Часопис о књижевности за децу, год. XXXVI, бр. 4, зима 2009 (објављено у 2010), 50–54.
- Сироче међу духовима – "Пети лептир" Уроша Петровића и "Књига о гробљу" Нила Гејмена, Детињство. Часопис о књижевности за децу, год. XXXVII, бр. 1–2, 10–15.
- "Пошљедње вријеме" у "Горском вијенцу" и српској народној поезији, Његошев зборник Матице српске, Нови Сад 2010: Матица српска, 151–174.
- Модерни песник и древна прича, У спомен Исмету Реброњи (1942–2006), уредница Љиљана Пешикан-Љуштановић, Нови Пазар 2010: Народна библиотека "Доситеј Обрадовић", 97–114.
- Књига дубоког поштовања, У спомен Исмету Реброњи (1942–2006), уредница Љиљана Пешикан-Љуштановић, Нови Пазар 2010: Народна библиотека "Доситеј Обрадовић", 175–176.
- "Лексикон писаца Југославије" – четрнаест година касније, Предговор. Грађа за Лексикон писаца Југославије. V том. Слово О, Нови Сад 2010: Матица српска, б.с. [9]
- Бајка као културни код у "Броду за лутке" Милене Марковић, Научни састанак слависта у Вукове дане. Књижевност и култура, 9–12. 9. 2005, бр. 39/2, МСЦ, Београд 2010, 587–601.
- Миодраг Матицки као аутор Библиотеке усмене књижевности, Фолклор. Поетика. Књижевна периодика. Зборник радова посвећен Миодрагу Матицком, уредио Станиша Тутњевић, Београд 2010: Институт за књижевност и уметност, 63–78.
- Амбивалентна природа чуда и чудотворца у "Чуду у Шаргану" Љубомира Симовића, Поглед на две обале. О лирској и драмској поезији Љубомира Симовића, уредник Јован Делић, Београд 2010: Београдска књига – Центар за културу Плужине, 113–125
- "Месечев цвет" Гроздане Олујић у односу према усменој бајци, Бунтовници и сањари. Књижевно дело Гроздане Олујић. Зборник радова, Београд 2010: 147–156.
- Простор Косова у "Боју на Косову" Љубомира Симовића, Косово и Метохија у цивилизацијским токовима. Међународни тематски зборник, књ. 2, Књижевност, уредница друге књиге проф. др Валентина Питулић, Косовска Митровица 2010: Филозофски факултет Универзитета у Приштини, 395–408.
- Дечје предање и причање о животу као микроструктуре у "Биоскопу у кутији шибица" Владимира Стојшина, Савремена књижевност за децу у науци и настави, Јагодина 2010: Универзитет у Крагујевцу, Педагошки факултет у Јагодини, 37–52.
- Безимена, Повеља, год. 40, бр. 3 (2010), стр. 169–180.
- Народна књижевност је прича о претрајавању у тешким временима. Разговор са Љиљаном Пешикан Љуштановић, Летопис Матице српске, год. 186, књ. 485, св. 3 (март 2010), стр. 483–498.
- Понављања као основ значења у песми "Зидање Скадра", Методички видици, бр. 1 (2010), 26–33.
- Стваралачки космос тела, Џафо, Нови Сад 2011: Музеј савремене уметности Војводине, 113–123.
- Костићева "Гордана" у контексту усменог стваралаштва и обредне праксе, Лаза Костић 1841–1910–2010, уредник академик Љубомир Симовић, Српска акдемија наука, Научни скупови, Одељење језика и књижевности, Београд 2011, 237–249.
- Важна је само забава – Фун, Летопис Матице српске, год. 187, април 2011, књ. 487, св. 4, 706–710.
- Дете у усменој успаванци – узрасни или обредни статус? Детињство. Часопис о књижевности за децу, год. XXXVII, бр. 1, пролеће 2011, 13–22.
- Како рециклирати злочин?, Сцена. Часопис за позоришну уметност, год. XLVII, јануар – јун, бр. 1–2/2011, 145–146.
- Усмено предање у ауторским бајкама Гроздане Олујић, Жива реч: зборник у част проф. др Наде Милошевић-Ђорђевић. Уреднице Мирјана Детелић, Снежана Самарџија, Београд: Блканолошки институт САНУ : Филолошки факултет, 2011, 479–497.
- Сакрални, социјални, историјски и психолошки простори љубавне усмене лирике, Језик, књижевност, култура – Новици Петковићу у спомен. Зборник радова. Уредили Јован Делић и Александар Јовановић. Београд: Институт за књижевност и уметност – Филолошки факултет, 2011, 339–364.
- Дуго памћење речи. Летопис Матице српске, год. 188, април – мај 2012, књ. 489, св. 4–5, 650–657.
- Разговор с оностраним. Марија Маца Кљајић – шапутање живпота. Приредио Милан Белегишанин. Нови Сад 1912: Позоришни музеј Војводине, 12–14.
- Заточеници лиминалности – "Нечиста Крв" Боре Станковића у светлу обреда прелаза. "Нечиста крв" Борисава Станковића сто година после (1910–2010). Тематски зборник. Врање 2011: Учитељски факултет, 66–76.
- "Ја ето жалим за саламом". Театрон, 156/157, јесен/ зима 2011, 15–18.
- Усмена успаванка – условност жанра. Годишњак катедре за српску књижевност са јужнословенским књижевностима. Посвећено успомени на проф. др Радмилу Пешић. Год. VI. Београд 2011: Филолошки факултет, 131–148.
- Филип Вишњић – певач и песник. Филип Вишњић – међаш усмене и уметничке поезије. Нови Сад: Матица српска, стр. 47–54.
- Древна обредност и елементи ликовности. Интеркултуралност. Часопис за подстицање и афирмацију интеркултуралне комуникације, бр. 1, март (2011), стр. 232–237.
- Радост читања. Интеркултуралност. Часопис за подстицање и афирмацију интеркултуралне комуникације, бр. 2, октобар (2011), 278–281.
- Попуњавање белина. Интеркултуралност. Часопис за подстицање и афирмацију интеркултуралне комуникације. бр. 3 (2012), стр. 298–301.
- Дуго памћење речи. Летопис Матице српске. Год. 188, књ. 489, св. 4/5 (април–мај 2012), стр. 650–657.
- Политика и хибрис. Поља: часопис за културу, уметност и друштвена питања. Год. 57, бр. 474 (март–април 2012), 98–103.
- Важан корак у научном истраживању ромске усмене поезије. У књизи: Марија Александровић. Бацила сам јабуку у пећ: ромске епско-лирске и лирске песме – старија и нова бележења: класификација, теме, значења. Нови Сад: Завод за културу Војводине, 2012, 9–13.
- "Окам није увек у праву". Летопис Матице српске, год. 188, октобар–новембар 2012, књ. 490, св. 4–5, 813–823.
- Шта раде гноми у камери, или: имају ли туђе очи душу?. У књизи: Илија Бакић, Футуриста у одступању или Унезверијада, Београд: Тардис, 2012, 93–95.
- Време као судбина писца – "Временски дарови" Зорана Живковића. Аспекти времена у књижевности. Зборник радова. Београд: Институт за књижевност и уметност, 2012, 563–577.
- Аждаја/ала као женска хипостаза змаја? Гује и јакрепи. књижевност, култура, уредници Мирјана Детелић и Лидија Делић, Београд: Балканолошки институт САНУ, 2012, 43–58.
- "Простор у "Ђулићима" и "Ђулићима увеоцима" Јована Јовановића Змаја. Зборник за језике и књижевности Филозофског факултета. књ. II, год, 2, бр. 2/2012, 207–218.

## Награде
- Повеља „Златна српска књижевност”, за укупан рад, 2009.[5]
- Стеријина награда за театрологију „Јован Христић”, за књигу Кад је била кнежева вечера, 2009.[5]
- Награда „Сима Цуцић” Банатског културног центра, за најбоље дело из области изучавања књижевности за децу, за књигу Госпођи Алисиној десној нози, 2013.[6]
- Награда „Ђорђе Јовановић”, за књигу Пишем ти причу, Академска књига, 2020.
- Награда Вукове задужбине за науку за књигу Пишем ти причу, Академска књига, 2020.
- Награда „Златна књига Библиотеке Матице српске”, 2022.[7]